# Cao Chong
Pour les articles homonymes, voir Cao.
Dans ce nom, le nom de famille précède le nom personnel.
Cao Chong (196-208), ou Ts'ao Ch'ung (曹沖, pinyin : Cáo Chōng) est un des fils de Cao Cao, fondateur du royaume de Wei lors de la période des Trois Royaumes de Chine. Il avait pour prénom social Cāngshū (倉舒) et sa mère était la concubine Huan.

## Biographie
Cao Chong fut le favori de son père en raison de sa précocité . Les annales (Chroniques des Trois Royaumes) prétendent en effet que celui-ci aurait eu l'intelligence d’un adulte dès ses cinq-six ans.
Une fois, Sun Quan, le dirigeant du Royaume de Wu, offrit en tribut à Cao Cao un éléphant particulièrement grand, et celui-ci était curieux de connaître son poids et demanda à ceux qui l'entouraient un moyen de le déterminer. Personne ne sut lui répondre, à part Cao Chong qui lui proposa le système suivant : marquer sur la coque d’une barque le niveau de l’eau, y faire monter l'éléphant et marquer à nouveau le niveau. Il suffirait ensuite de porter des pierres dans la barque jusqu’à ce qu’elle atteigne le niveau atteint par l'éléphant, de peser chaque pierre séparément et faire le total.
Il est également fait mention d'une autre anecdote : un jour, la selle de Cao Cao, fut grignotée par des rats et le gardien de l'étable craignait de se faire exécuter pour négligence, les lois militaires de l'époque étant particulièrement strictes. Cao Chong lui aurait dit : « Attends trois jours, puis tout reviendra à la normale. » Il aurait alors pris son couteau et troué ses vêtements avec pour imiter des morsures de rats. Il alla voir son père, l'air très paniqué, et Cao Cao lui demanda ce qui l'inquiétait. « On raconte que lorsque les rats grignotent les vêtements de quelqu'un, cela attire la malchance sur lui. Vois, mes vêtements ont été rongés et je suis inquiet.
— Ce sont là des absurdités, rien ne t'arrivera. »
Cao Chong fit alors entrer le gardien de l'écurie pour rapporter ce qui est arrivé à la selle. Cao Cao, en riant, dit : « Les vêtements de mon fils qui était juste à côté ont été rongés, alors que dire de la selle ! ». Il n'interrogea pas plus loin le gardien qui fut pardonné.
À l'occasion, Cao Chong vérifiait les cas d'affaires criminelles pour contrôler les injustices. Selon le Livre du Wei, à chaque fois que Cao Chong voyait un accusé, il étudiait son cas avec beaucoup de soin, tentait d'obtenir son pardon s'il lui semblait qu'une injustice était commise, et rapportait régulièrement ses affaires auprès de Cao Cao.
Cao Cao avait souvent fait mention de son intention de faire de lui son successeur. Malheureusement il meurt à l'âge de 13 ans. Cao Cao aurait alors dit à Cao Pi qui le consolait : « C'est un grand malheur pour moi, mais c'est aussi une grande chance pour toi » (「此我之不幸，而汝曹之大幸也」). Cao Cao, qui jusque-là n'avait jamais regretté d'avoir fait exécuter le médecin Hua Tuo, aurait également dit : « Que je regrette d'avoir tué Hua Tuo, j'ai condamné mon fils à mort ! »

## Honneurs posthumes
Peu après sa mort, Cao Chong est marié de façon posthume à une fille décédée de la famille Zhen et les deux furent enterrés ensemble. Il reçoit alors le titre posthume de commandant de la cavalerie (騎都尉, qí dōu wèi). Il est de coutume à l'époque lors d'événements importants (changement de régime, couronnement d'un nouvel empereur, etc.) d'offrir des promotions, des titres de noblesse, ou des nouveaux noms à des membres de la famille régnante à titre posthume.
- En 217, Cao Chong reçoit le titre de marquis de Deng (鄧侯).
- En 221, il reçoit le titre de marquis regrété de Deng (鄧哀侯, Dèng āi hóu).
- En 222, il est nommé duc champion (冠軍公, guànjūn gōng)
- En 223, il est nommé duc de Jishi (己氏公, Jíshì gōng)
- En 231, il est nommé prince regrété de Deng (鄧哀王, Dèng āi wáng)
- En 237, il est rétrogradé au rang de marquis de Douxiang (都鄉侯, Dōuxiāng hóu).
- En 239, son titre de duc de Jishi est restauré.
- En 246, son titre est modifié en duc de Pingyang (平陽公, Píngyáng gōng).